# Silfverstråle
Silfverstråle var en svensk adelsätt, vilken introducerades på riddarhuset år 1700 under numret 1372.
Hovrättsassessor Isak Johansson Enander adlades 15 december 1698 med namnet Silfverstråle och introducerades 1700. Ätten utslocknade på svärdssidan med hans sonsons son hovrättsrådet Gustaf Silfverstråle 1841. På spinnsidan utslocknade ätten 1881 med Gustaf Silfverstråles brorsdotter Elsa Regina Charlotta Silfverstråle, död i Hedemora.